# Kitty van Male

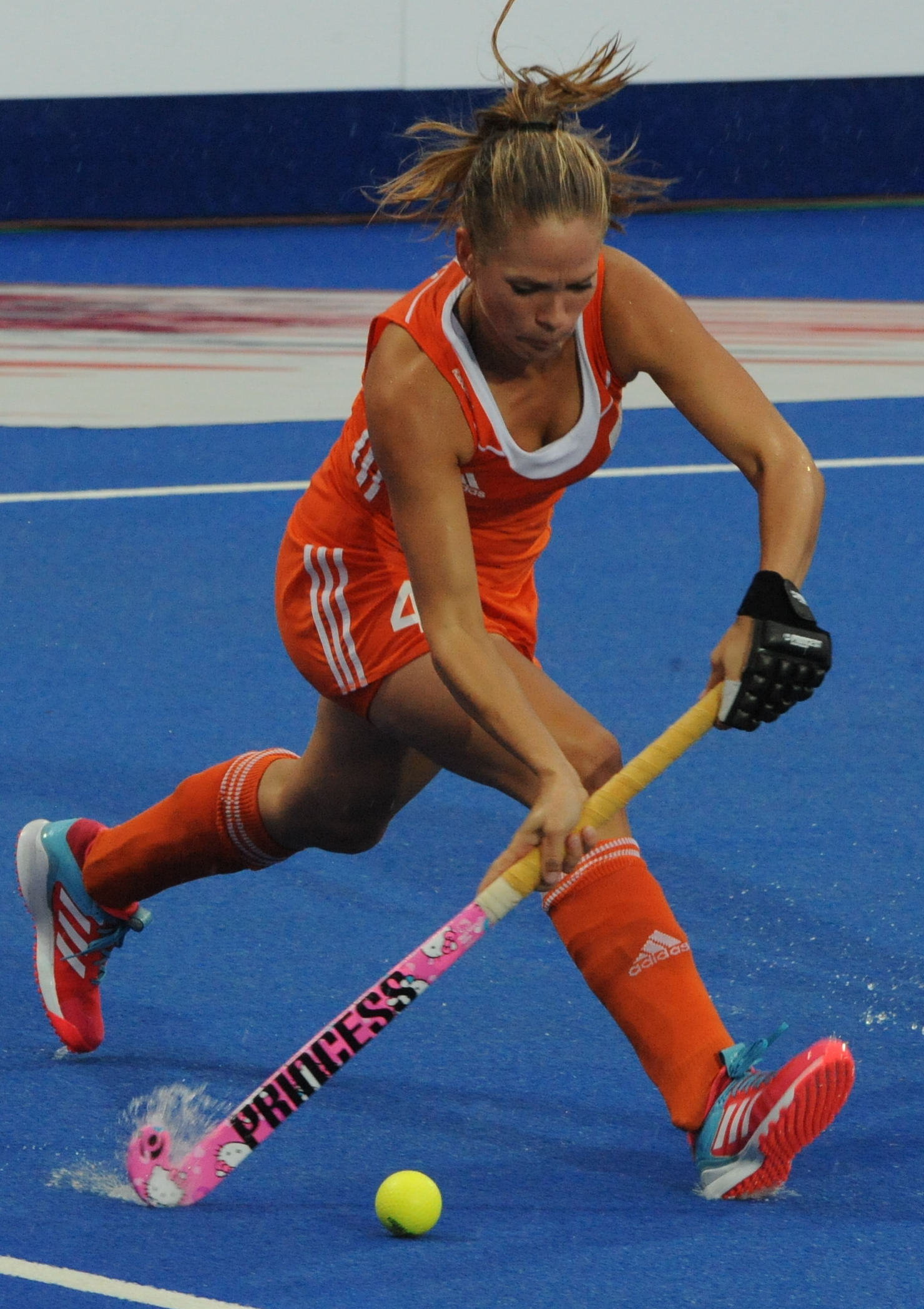
Kitty van Male (2016)

Kitty van Male (* 5. Juni 1988 in Amstelveen) ist eine ehemalige niederländische Hockeyspielerin. Sie war Olympiasiegerin 2012 und gewann 2016 die olympische Silbermedaille. Sie war Weltmeisterin 2018 sowie Europameisterin 2017.

## Leben
Die 1,70 m große Kitty van Male vom Amsterdamsche Hockey & Bandy Club debütierte 2010 in der Nationalmannschaft. Die Stürmerin bestritt 116 Länderspiele, in denen sie 37 Tore erzielte.
Bei den Olympischen Spielen 2012 in London siegten die Niederländerinnen in ihrer Vorrundengruppe vor den Britinnen. Nach einem Halbfinalsieg im Shootout nach Verlängerung gegen die neuseeländische Mannschaft bezwangen die Niederländerinnen im Finale die Argentinierinnen mit 2:0. Nach der Bronzemedaille bei der Europameisterschaft 2013 in Boom wurde Kitty van Male längere Zeit nicht in die Nationalmannschaft berufen und kehrte erst Ende 2015 ins Nationalteam zurück.
2016 bei den Olympischen Spielen in Rio de Janeiro gewannen die Niederländerinnen ihre Vorrundengruppe vor den Neuseeländerinnen. Nach einem 3:2 gegen die argentinische Mannschaft im Viertelfinale und einem Halbfinalsieg nach Penaltyschießen gegen die deutschen Damen trafen die Niederländerinnen im Finale auf die britische Mannschaft und unterlagen im Penaltyschießen. Kitty van Male erzielte im Finale zwei Treffer, am Penaltyschießen war sie nicht beteiligt. 2017 siegten die Niederländerinnen bei der Europameisterschaft in Amstelveen. Im Jahr darauf fand die Weltmeisterschaft in London statt. Die Niederländerinnen gewannen ihre Vorrundengruppe und bezwangen im Viertelfinale die englische Mannschaft. Nach einem Halbfinalsieg im Siebenmeterschießen gegen Australien trafen die Niederländerinnen im Finale auf die irische Mannschaft. Die Niederländerinnen gewannen das Finale mit 6:0. Kitty van Male war mit acht Treffern erfolgreichste Torschützin des Turniers. Nach dem Gewinn des Weltmeistertitels zog sich Kitty van Male aus der Nationalmannschaft zurück.
2013 siegte Kitty van Male mit dem Amsterdamsche Hockey & Bandy Club in der niederländischen Meisterschaft.